# Tarong National Park
Tarong National Park är en park i Australien. Den ligger i delstaten Queensland, omkring 140 kilometer nordväst om delstatshuvudstaden Brisbane.
Runt Tarong National Park är det mycket glesbefolkat, med 5 invånare per kvadratkilometer.. Närmaste större samhälle är Yarraman, omkring 14 kilometer öster om Tarong National Park.
I omgivningarna runt Tarong National Park växer huvudsakligen savannskog. Genomsnittlig årsnederbörd är 946 millimeter. Den regnigaste månaden är januari, med i genomsnitt 179 mm nederbörd, och den torraste är augusti, med 26 mm nederbörd.